# Elmúlt illúziók
Elmúlt illúziók (węg. Minione iluzje) – dwudziesty drugi, a czternasty studyjny album węgierskiego zespołu Bikini, wydany 10 marca 2011 roku nakładem EMI. Album wydano w formie digipaku: na płycie CD zamieszczono nowe piosenki, natomiast na płycie DVD znajdują się filmy z pięcioma piosenkami zagranymi na jednym z koncertów („Izzik a tavaszi délután”, „Ne legyek áruló”, „Mondd el”, „Repülök” oraz „Közeli helyeken”).

## Lista utworów
1. „Adjon az ég” (4:17)
2. „Nem megyek el” (3:54)
3. „Emlék” (4:29)
4. „A hold keresői” (4:46)
5. „Az őrtoronyból” (5:14)
6. „Az utolsó pohár” (4:14)
7. „Sohase felejts el” (3:24)
8. „Elmúlt illúziók” (4:49)
9. „Szép vagy” (4:03)
10. „A végtelen lába előtt” (5:09)

## Skład
- Lajos D. Nagy – śpiew
- Péter Lukács – gitara
- Alajos Németh – gitara basowa
- Szabolcs Bördén – instrumenty klawiszowe
- Viktor Mihalik – instrumenty perkusyjne
- Dénes Makovics – saksofon